# Нугрь
Нугрь — река в России, протекает в Орловской области. Устье реки находится в 1281 км по левому берегу реки Ока. Длина реки составляет 100 км, площадь водосборного бассейна 1540 км².
Исток расположен в Хотынецком районе на северо-западе области. Направление русла на северо-восток от истока. На реке расположен город Болхов. Устье расположено на границе с Тульской областью, близ Крутогорья. Река протекает по холмистому ландшафту Среднерусской возвышенности, в верхнем течении от истока до села Знаменское берега песчано-глинистые, ниже — рельеф сложен известняками.
Средний уклон 0,477 м/км, высота устья 132 метра над уровнем моря.
На реке Нугрь у деревень Пальчикова и Курасова обнаружены кремнёвые орудия эпохи палеолита.

## Данные водного реестра
По данным государственного водного реестра России относится к Окскому бассейновому округу, водохозяйственный участок реки — Ока от города Орёл до города Белёв, речной подбассейн реки — бассейны притоков Оки до впадения Мокши. Речной бассейн реки — Ока.
Код объекта в государственном водном реестре — 09010100212110000018582.

### Притоки (км от устья)
- 8,4 км: река Машок (Мошок) (лв)
- 40 км: река Орс (лв)
- 47 км: ручей Снытка (руч. Снатка) (пр)
- 54 км: река Злынка (пр)
- 62 км: река Цкань (лв)
- 70 км: река Рыдань (Малая Рыдань) (лв)
- 86 км: река Ждимерка (пр)
- река Поповка (пр)
- ручей Афанасьевский (пр)
- река Альшанец (пр)
- ручей Воронец (пр)